# (10581) Jeníkhollan
(10581) Jeníkhollan, désignation internationale (10581) Jenikhollan, est un astéroïde de la ceinture principale.

## Description
(10581) Jenikhollan est un astéroïde de la ceinture principale. Il fut découvert le 30 juillet 1995 à l'Observatoire d'Ondřejov par Petr Pravec. Il présente une orbite caractérisée par un demi-grand axe de 3,01 UA, une excentricité de 0,08 et une inclinaison de 12,2° par rapport à l'écliptique.

## Compléments